# Jarba
Jarba, en arabe : جربا, est un village du gouvernorat de Jénine en Palestine, dans le nord de la Cisjordanie. Selon le recensement du Bureau central palestinien des statistiques, la localité compte une population de 63 habitants en 2017.